# Manuela Ramin-Osmundsen

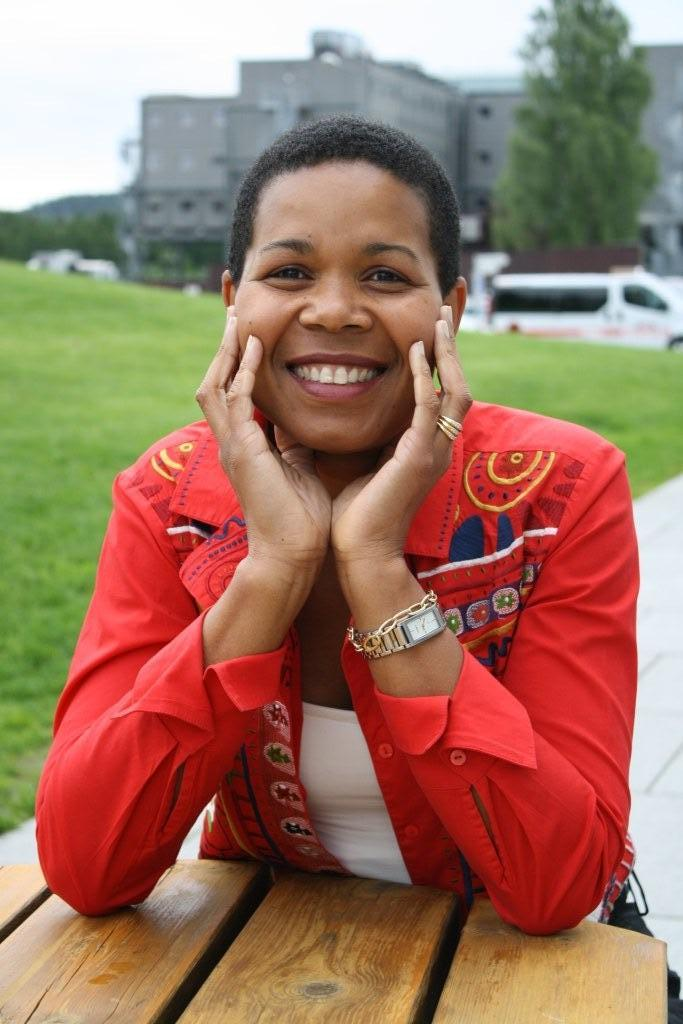
Manuela Ramin-Osmundsen

Manuela Myriam Henri Ramin-Osmundsen (* 15. Juli 1963 auf Antony, Frankreich) ist eine französischstämmige, norwegische Politikerin der Arbeiterpartei (Ap).
Sie wanderte 1991 von Frankreich nach Norwegen ein und erhielt 2007 die Staatsbürgerschaft, nachdem sie diese sieben Monate zuvor beantragt hatte. Am 18. Oktober 2007 wurde sie zur Kinder- und Gleichstellungsministerin im 2. Kabinett Stoltenberg ernannt, trat jedoch wegen des Vorwurfs der Einflussnahme bei der Anstellung der neuen Kinderombudsfrau Ida Hjort Kraby am 14. Februar 2008 von diesem Amt wieder zurück. Ihrer Verantwortung zugeordnet war auch der Bereich Antidiskriminierungsarbeit des Arbeitsministeriums.
Sie war die erste norwegische Ministerin mit Migrationshintergrund, wenn man von der dänischstämmigen Astrid Gjertsen absieht, die von 1981 bis 1986 Verbraucher- und Verwaltungsministerin war. Ramin-Osmundsen studierte Jura an der Universität Paris II mit dem Schwerpunkt Europarecht. Außerdem hat sie eine Ausbildung in Spezialpädagogik an der Hochschule Oslo. Sie ist mit dem früheren persönlichen Berater des ehemaligen Ministerpräsidenten Kåre Willoch und früheren Vorsitzenden der Unge Høyre, Terje Osmundsen, verheiratet.
Von 1998 bis 2002 leitete sie das Zentrum gegen ethnische Diskriminierung. Von 2002 bis 2006 war sie zweite Direktorin der Einwanderungsbehörde UDI, und vom 17. März 2006 bis 22. Mai 2006 deren Direktorin. Danach war sie als Ratgeberin im Außenministerium und von August 2007 bis zu ihrer Ernennung als Ministerin in der Zeitarbeitsfirma Manpower Inc. tätig.